# ガルバーニャ
ガルバーニャ（伊: Garbagna）は、イタリア共和国ピエモンテ州アレッサンドリア県にある、人口約700人の基礎自治体（コムーネ）。

## 地理

### 位置・広がり
| 隣接するコムーネは以下の通り。 - アヴォラスカ - ボルゲット・ディ・ボルベーラ - ブリニャーノ＝フラスカータ - カザスコ - カステッラーニア・コッピ - デルニーチェ - サルディリアーノ |

### 地震分類
イタリアの地震リスク階級 (it) では、3 に分類される
。

## 行政

### 分離集落
ガルバーニャには、以下の分離集落（フラツィオーネ）がある。
- Agliani, Bagnara, Bastita, Bettolino, Boschi Inferiori, Boschi Superiori, Ca' dei Bianchi, Ca' dei Castellini, Castelvero, Chiapussaia, Costigliola, Didoli, Mogliazza, Posola, Pragarolo, Ramero, San Gaudenzio, Santa Cristina, San Vito, Torretta, Valle del Forno, Zelassi